# Утагава Кунисада
Утагава Кунисада (яп. 歌川 国貞, известен также как Утагава Тоёкуни III (яп. 三代歌川豊国)) — крупнейший японский художник и мастер цветной графики (ксилографии) периода Эдо.

## Биография

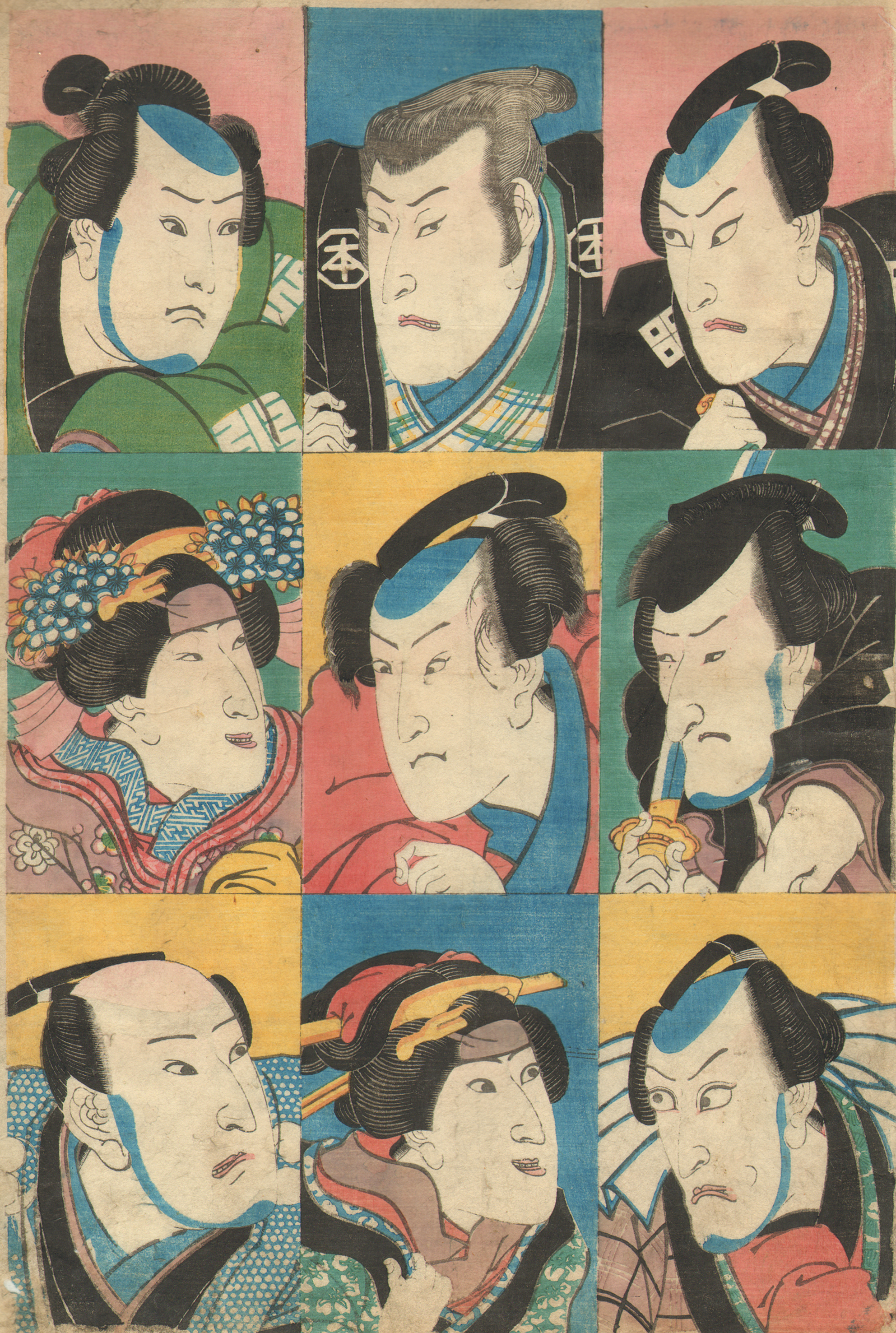
Девять актеров, ок. 1850

Подробных сведений о жизни Утагавы Кунисады сохранилось немного. Родился он в Хондзё, восточном пригороде Эдо, и первоначально носил имя Сумида Сёгоро (яп. 角田 庄五朗 Сумида Сё:горо:), а также Сумида Сёдзо (яп. 角田 庄蔵 Сумида Сё:дзо:). Там же и умер по прошествии почти 80 лет. Отец скончался, когда мальчику не исполнилось ещё и года. Семья жила на доходы от принадлежавшего ей парома. Талант к рисованию проявился у будущего художника рано. Его рисунки понравились Утагаве Тоёкуни, руководителю школы Утагава, в то время известному художнику, изображавшему портреты актёров театра кабуки, и в 1800 году он берёт юношу в ученики. От своего учителя Сумида Сёгоро получил имя КУНИсада, первый иероглиф которого был взят из имени ТоёКУНИ.
Первый известный оттиск работы Кунисады относится к 1807 году, однако следующие датируются уже 1809-10 годами. С 1808 года он работает как иллюстратор книг, причём популярность рисунков Кунисады растёт с каждым годом. В 1809 году он уже называется «звездой» школы Утагава, а в 1810-11 годах оценён как равный по мастерству своему учителю Тоёкуни. В 1808 или 1809 годах появляется его первая серия портретов театральных актёров; одновременно выходят серии видов города Эдо и бидзинга. В 1813 году был официально признан вторым по значению мастером стиля укиё-э (после его учителя Тоёкуни).
Начиная с 1810 года Кунисада использует псевдоним Гоготэй, встречающийся вплоть до 1842 года на всех его гравюрах по тематике кабуки, а с 1825 года также псевдоним Котёро — для всех остальных своих работ. В 1844 году Кунисада принимает имя своего учителя, и некоторые работы подписывает как Тоёкуни III.
Утагава Кунисада входит в первую тройку великих мастеров укиё-э, вышедших из школы Утагава — наряду с Утагавой Хиросигэ и Утагавой Куниёси, при жизни далеко превосходя этих двух последних как по популярности, так и по продаваемости своих работ.

## Творчество
К концу 2006 года известно около 15 500 художественных разработок Кунисады, которые охватывают порядка 23 500 листов. Это огромное количество соответствует реальности, так как известно, что за годы своего творчества художник создал от 20 000 до 25 000 «сюжетов», в которые вошли 35-40 тысяч отдельных листов. Наибольшее внимание школа Утагава уделяла изображениям, связанным с театром кабуки и играющим актёрам. На долю этого жанра приходится около 60 % работ Кунисады. В то же время многочисленны в его творчестве и произведения бидзинга (прекрасных женщин), составляющие 15 % от его общего наследия (что больше, чем у современных Кунисаде художников). Делал он также портреты борцов сумо. Довольно редки его пейзажи и изображения воинов — примерно по 100 листов по каждому из этих направлений.
Менее изучена учёными его деятельность как иллюстратора книг, хотя, по всей видимости, в этой области искусства Кунисада был не менее активен, нежели в цветной гравюре.

## Гравюры

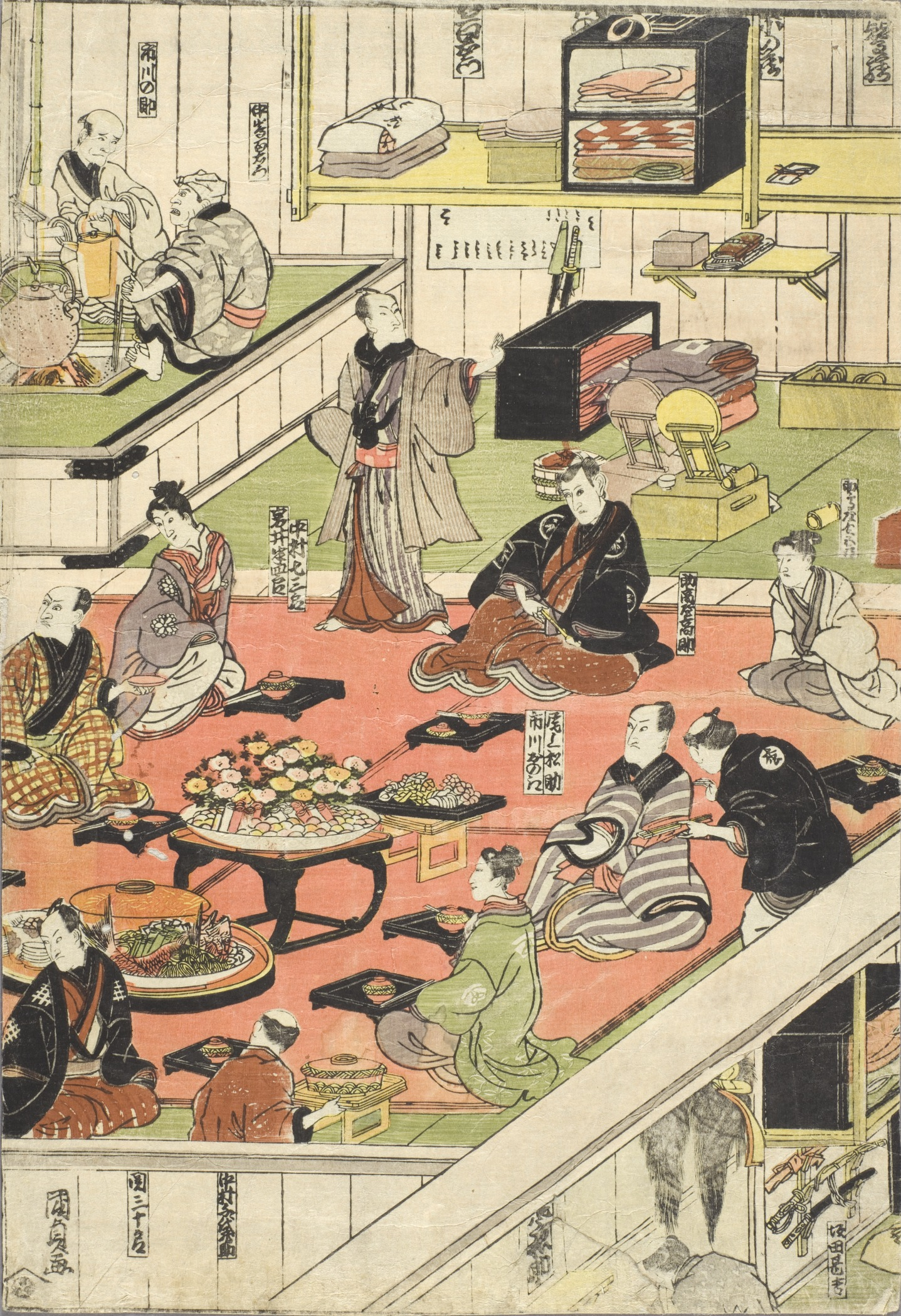
За кулисами театра Эдо Кабуки. 1811
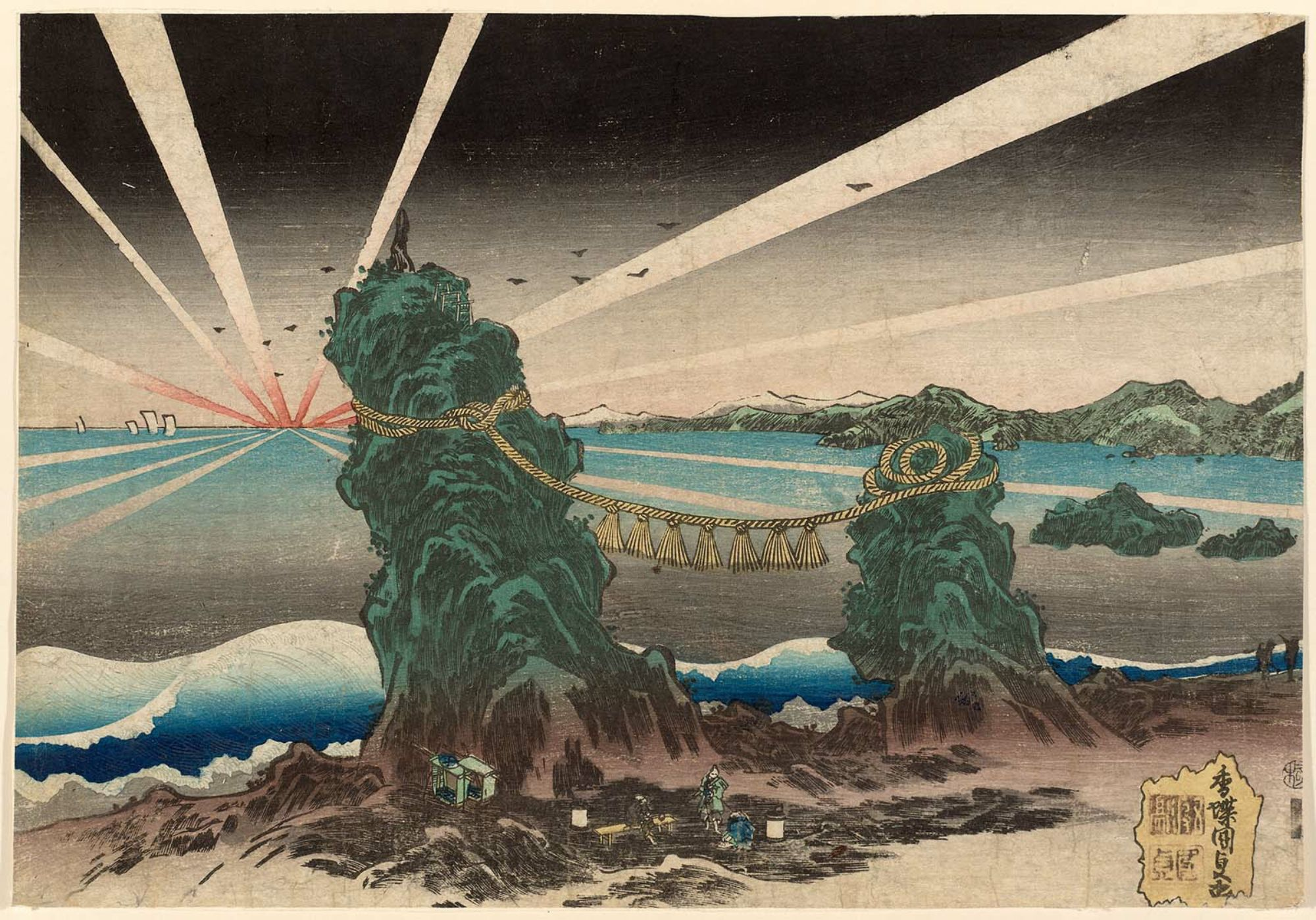
Рассвет над Футамигаурой, морской пейзаж. Ок. 1830
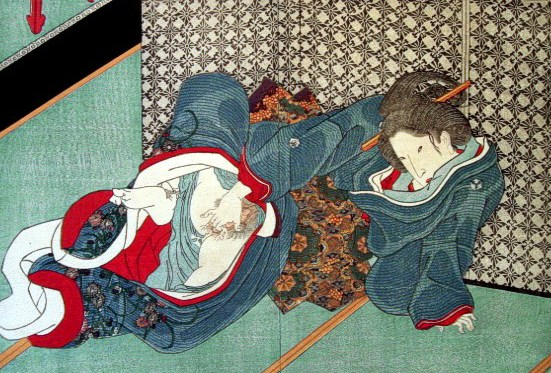
Сюнга
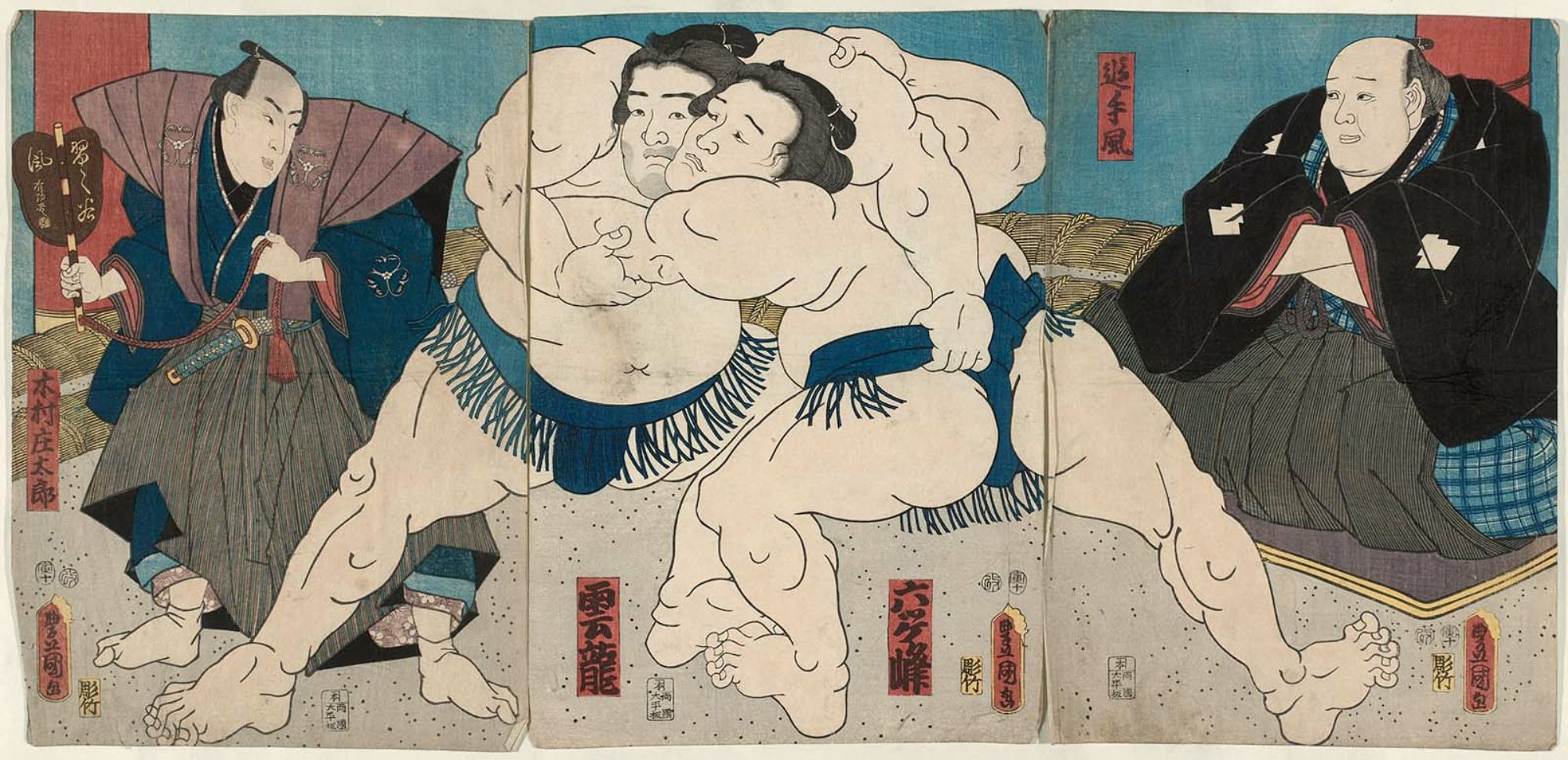
Борцы сумо, триптих. Ок. 1851